# Concurrence des mémoires

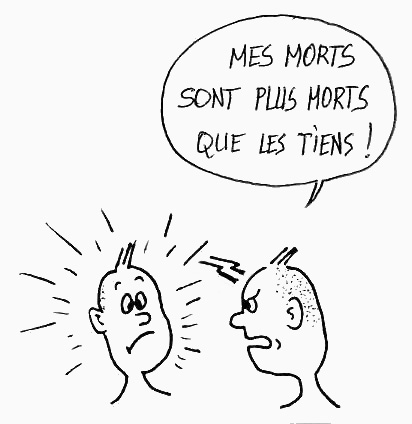
Traduction d'une caricature anonymement postée sur le site moldave "Flux" illustrant la concurrence des mémoires.

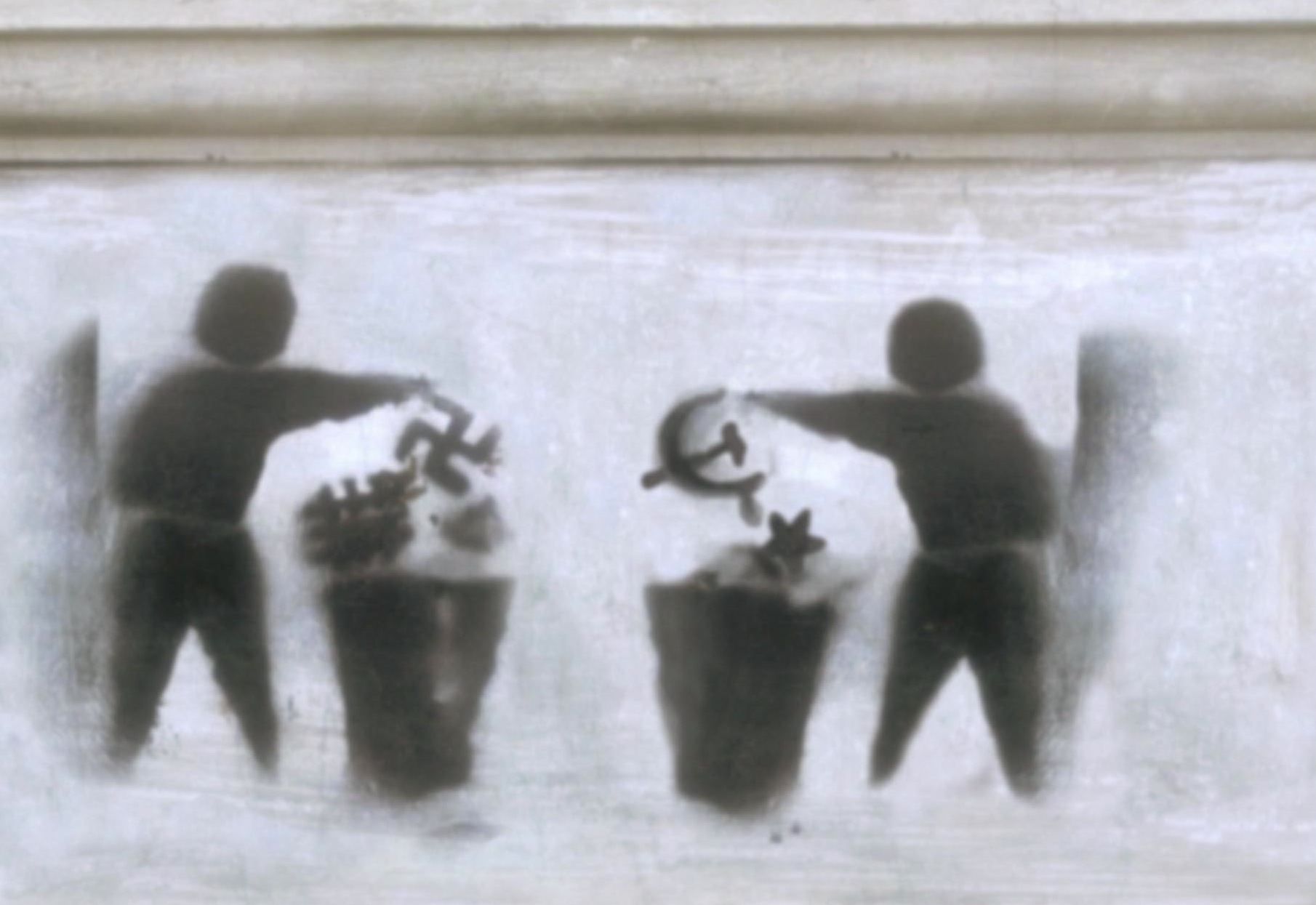
Tag anti-totalitaire sur un mur à Bucarest (2013).

La concurrence des mémoires, concurrence mémorielle, compétition des victimes ou compétition victimaire est le fait que des groupes de personnes revendiquent, par compétition, des attentions particulières en invoquant les drames humains ayant touché par le passé leurs communautés d'origine.

## Ancienneté du débat
En 1976, le chanteur français d'origine arménienne Charles Aznavour, confronté au problème, déclarait, en commentant sa chanson Ils sont tombés : « Qui ne fait siens tous les génocides, n'en fait sien aucun ». Le 21 octobre 1997, dans son discours « Mémoire et oubli du bolchevisme » prononcé à l’Institut de France lors de la séance publique annuelle des cinq académies, Alain Besançon qualifiait d'« amnésie et hypermnésie historiques » le volume d'études historiques et le statut juridique des crimes respectivement dus aux États « communistes » et aux États fascistes ou nazi. Cette même année, l'expression « concurrence des victimes » apparaît sous la plume de Jean-Michel Chaumont, professeur de sociologie à l'Université catholique de Louvain, pour dénoncer les dangers de la « compétition de reconnaissance » des déportations et des génocides historiques, qu'ils soient juridiquement reconnus comme tels ou non. En 2008, l'historien Nicolas Trifon a appelé ce même phénomène « engrenage de la concurrence mémorielle », tandis que Régis Debray a fait de la « concurrence des mémoires » une expression politique, en réaction à l'idée lancée par Nicolas Sarkozy de l'adoption par chaque élève du primaire en France d'un enfant victime de la Shoah.

## Critique de Régis Debray et rapport Kaspi en France
Analysant en 2008 l'initiative du président Nicolas Sarkozy de faire « parrainer » chaque enfant victime de la Shoah par un écolier français, Régis Debray a notamment déclaré :

« Autant le devoir de mémoire est nécessaire, autant son abus est contre-productif. Je pense qu'il s'agit ici d'un abus de mémoire, puisque c'est donner à l'émotion la première place quand le but de l'école n'est ni émotionnel ni compassionnel, encore moins mortifère. […] Il y a un risque d'escalade, d'une surenchère, d'une concurrence des mémoires. Celle-ci pourrait bientôt provoquer, dans le monde des banlieues, la revendication d'une adoption des victimes d'Israël en Palestine. Et puis il y a les Tsiganes, il y a les Arméniens, et puis il y a surtout les Noirs… […] Au lieu d'unifier, j'ai peur que cette initiative ne divise selon des clivages communautaires et confessionnels. »

D'autre part l'historien André Kaspi a été chargé par le gouvernement français d'étudier la question des commémorations en France, et a préconisé la remise en question de journées commémoratives nationales annuelles.
« Il n'est pas sain qu'en l'espace d'un demi-siècle, le nombre de commémorations ait doublé. Il n'est pas admissible que la Nation cède aux intérêts communautaristes et que l'on multiplie les journées de repentance pour satisfaire un groupe de victimes »,.

## Instrumentalisations politiques
La « concurrence mémorielle » est un terreau fertile pour les instrumentalisations politiques et, parmi elles, pour de nouvelles formes de nationalisme, de racisme et d’antisémitisme. C’est ainsi que l’humoriste français Dieudonné fit scandale, dans les années 2000 et 2010, en passant de la mouvance multiculturaliste incarnée par le mouvement « Touche pas à mon pote » à l’antisionisme et à la dénonciation d’un prétendu « lobby juif ». Dans une conférence de presse à Alger, le 16 février 2005, Dieudonné déclarait que les « sionistes » seraient responsables du fait qu'il n'a pu obtenir des subventions : « Je travaille pour faire un film sur la traite négrière et […] les autorités sionistes — parce qu’aujourd’hui ce sont les autorités sionistes — […] me répondent : ce n’est pas un sujet de film. Avec l’argent public on fait 150 films sur la Shoah, moi je demande à faire un film sur la traite des Noirs, et on me dit que ce n’est pas un sujet. C’est une guerre qui est déclarée, culturellement, au monde noir […] : 400 ans d’esclavage, et je ne vous parle même pas de la décolonisation… Et on essaie de nous faire pleurer. Soyons raisonnables. Soit on partage tout […], et on dit : c’est la souffrance de l’humanité, et chaque fois qu’il y a un problème, on en parle. […] Moi je parle aujourd’hui de pornographie mémorielle. Ça devient insupportable ». Dieudonné prétend qu'il y a un « monopole de la souffrance » et que la mémoire de l'extermination des Juifs par le nazisme l'empêche de dénoncer l'esclavage sous toutes ses formes. Évoquant la population antillaise sous l’esclavage, il déclare que : « la population antillaise est, elle, née du fruit du viol sur 400 ans ».
Même évolution pour l’ancien dissident roumain Paul Goma installé à Paris, qui, face au peu d’écho suscité en Occident par les crimes des régimes communistes est-européens, en regard de la Shoah, passe d’un combat contre le totalitarisme au nom des valeurs de la démocratie, à des positions de plus en plus nationalistes et anti-occidentales au motif que « la France est quadrillée d’hommes d’influence ayant tout fait pour relativiser les crimes communistes ». En 2002, Goma publie son témoignage La semaine rouge 28 juin - 3 juillet 1940 ou la Bessarabie et les Juifs, qui relate l’action d’une partie de la population non roumanophone de Moldavie (son pays natal) lors de l’occupation soviétique de la Bessarabie et de la Bucovine du Nord selon le pacte Hitler-Staline. Or si ce récit est globalement conforme au déroulement des pillages, atrocités et massacres alors commis contre la majorité moldave roumanophone, on constate que Goma les attribue spécifiquement et globalement « aux Juifs », pour ensuite qualifier de « vengeance contre les actes commis l’année précédente », les crimes contre l’humanité du régime fasciste roumain contre les Juifs après le 22 juin 1941 (attaque de l'Axe contre l’URSS).
Une violente polémique s’ensuit, au cours de laquelle les anciens dissidents tels Doina Cornea, Romulus Rusan, Ana Blandiana, Gabriel Liiceanu, Andrei Pleșu ou Mihai Stănescu, se désolidarisent publiquement de lui, qualifiant la Semaine rouge de « manifeste politique qui réinterprète l’histoire, utilise des sources tendancieuses, et n’en choisit que celles qui peuvent servir son propos, rendant une population tout entière » (250 000 juifs moldaves) « responsable de l’action des "brigades rouges" dirigées par des commissaires politiques soviétiques de toute origine, dont les membres n’étaient pas majoritairement juifs, mais surtout des exclus de la société et des détenus de droit commun sortis des prisons roumaines pour exercer la « terreur rouge » contre les « ennemis de classe » désignés ». Selon eux, « la « Semaine rouge » ne sert pas la dénonciation des crimes du communisme, mais des thèses antisémites et négationnistes ». Ils lui reprochent d’être devenu antisémite et de ternir leur mouvement. Goma, dont l’épouse Anna (décédée en 2017) était la fille d’un communiste juif roumain, Peter Fischer/Petru Năvodaru, récuse l’accusation d’antisémitisme et accuse à son tour « de nombreux auteurs juifs d’instrumentaliser l’Holocauste pour cacher les responsabilités de certains Juifs dans les crimes communistes contre les Roumains », et exige qu’ils « cessent de monopoliser l’histoire avec le mythe du génocide unique, celui dont ils ont été victimes, et de culpabiliser toutes les autres nations, dans le but politique et économique de les dominer et de leur extorquer des fonds, sans aucune analyse critique de leurs propres agissements criminels anti-roumains (et en général anti-goim), avec le soutien et l’approbation de la quasi-totalité des cercles israélites ».
En 2005 et 2007, des auteurs comme Michel Wieviorka, Bernard-Henri Lévy, Pierre-André Taguieff, ou Pierre Birnbaum relèvent qu’une nouvelle forme d’antisémitisme s’alimente ainsi de la concurrence des mémoires. Pour Michel Wieviorka, « le processus de concurrence victimaire a permis un recyclage de l’antisémitisme » dès les années 1950 en Alsace, lorsque certains Alsaciens mobilisés dans l’armée allemande et détenus ensuite au Goulag soviétique, affirmèrent que leur souffrance « étaient pire que celle des déportés de Buchenwald, dont les rations alimentaires étaient », selon eux, « supérieures à la leur », et que ce sont « les Juifs qui ont profité » des dédommagements dus par l'Allemagne aux Alsaciens. Bernard-Henri Lévy, en 2007, dans Ce grand cadavre à la renverse, remarque que la concurrence victimaire constitue, avec l’antisionisme et le négationisme, l’un des trois axes du nouvel antisémitisme. Les Juifs, dans cette optique, « assécheraient la mémoire des autres aux seules fins de légitimer un État illégitime ». Une analyse reprise en 2016, dans L'Esprit du judaïsme : les Juifs commettraient un crime « qui consisterait, en nous entretenant inlassablement de la mémoire de leurs morts, à étouffer les autres mémoires, à faire taire les autres morts, à éclipser les autres martyres qui endeuillent le monde d’aujourd’hui et dont le plus emblématique serait celui des Palestiniens ».
Cette analyse est corroborée par Pierre-André Taguieff dans La Nouvelle Propagande antijuive, ouvrage paru en 2010, ou encore par Pierre Birnbaum dans Sur un nouveau moment antisémite, en 2015.

## Journée européenne de commémoration
À l'encontre de la « concurrence mémorielle », le parlement de l'Organisation pour la sécurité et la coopération en Europe adopte le 3 juillet 2009 un texte (dit Déclaration de Vilnius (en)) condamnant tous les régimes totalitaires de l’histoire européenne et leur éventuelle glorification. Par une décision du 3 juin 2008, le même parlement décide que la journée du 23 août deviendra la Journée européenne de commémoration des victimes du stalinisme et du nazisme (International Black Ribbon Day). Cette commémoration inaugurée en 2009 correspond au 70e anniversaire du pacte germano-soviétique, signé le 23 août 1939.

### Conférences universitaires
- La concurrence des mémoires et la crise de l’histoire nationale, sous la direction scientifique de Jacques Beauchemin, Université du Québec, Montréal.
- Mémoires, histoire, identités : l’histoire nationale face à la concurrence des mémoires, Institut national de recherche pédagogique, Lyon [voir en ligne]